# (129342) Épendes
(129342) Épendes est un astéroïde de la ceinture principale.

## Description
(129342) Épendes, internationalement (129342) Ependes, est un astéroïde de la ceinture principale. Il est découvert le 5 novembre 2005 par Peter Kocher à l'Observatoire d'Épendes. Il présente une orbite caractérisée par un demi-grand axe de 2,62 UA, une excentricité de 0,22 et une inclinaison de 5,1° par rapport à l'écliptique.

## Compléments